# Războiul Ruso-Turc (1710–1711)
Războiul Ruso-Turc (1710–1711) a izbucnit ca consecință a înfrângerii Suediei de către Imperiul Rus în Bătălia de la Poltava.
Dimitrie Cantemir semnează "Tratatul de la Luțk" (1711) cu Petru Cel Mare, in urma căruia Moldova se aliază cu Rusia impotriva Imperiului Otoman si se recunoaște protecția Rusiei. 
Petru cel Mare și Dimitrie Cantemir sunt învinși la Stănilești, astfel încheindu-se "Pacea de la Vadul Husilor". Aceasta presupunea revenirea la vasalitate fata de Imperiul Otoman si introducerea regimului fanariot in Moldova.